# Родри Велики
Родри Велики (вел. Rhodri Mawr, 844–877) био је први историјски принц од Велса.

## Позадина
На територији Велса човек је живео још у раном палеолиту. У 3. миленијуму п. н. е. насељавају се Ибери са Пиринејског полустрва, које средином 1. миленијума п. н. е. потчињавају и асимилују Келти. Римљани, по заузимању Енглеске, освајају око 70. године и Велс, где су се одржали до почетка 5. века. Почетком 5. века Велшани примају хришћанство, и одласком Римљана распадају се у мале, независне племенске заједнице. Продором германских племена Англа и Саса у Енглеску, од 5. до 7. века, територија Велса, чији су становници успели да се одупру паганима, изолована је од остатка британских острва, што је допринело да од келтских племена у Велсу почиње да се формира велшка нација. Основу друштвеног уређења у Велсу чинили су у то време велики родовски савези - кланови, који су чували своју независност и често се трошили у међусобним ратовима.

## Владавина и династија
Тек је у 9. веку дошло до уједињења већег дела Велса под Родријем Великим (844–877), наследним господаром краљевине Гвинед (вел. Gwynedd). Он је припојио 2 мања келтска краљевства - Повис (вел. Powys) и Сеисилуг (вел. Seisyllwg) - и постао краљ Британаца (енгл. King of the Britons). Његов унук Хоуел Добри (вел. Howel Dda, 910–950) учврстио је државу и издао први зборник закона. Но, под сталним притиском оближњих англосаксонских краљевина - Мерсије и Весекса, велшка држава се распада већ у другој половини 10. века.